# Río Yauli
El río Yauli es un curso de agua que se encuentra localizado en la provincia de Yauli del departamento de Junín en Perú. 

## Descripción
El río Yauli es un recurso hídrico superficial principal lo constituye el río Pomacocha - Yauli (de 184 km² de área de recepción) con sus tres (03) lagunas reguladas y que son derivadas para fines energéticos. Se sabe que están contaminadas por efectos de la actividad minera, aunque se desconoce el grado de afectación. 
La Ley general de aguas faculta a la Autoridad Sanitaria, Dirección General de Salud Ambiental (DIGESA), la vigilancia de los recursos hídricos. En este sentido, se han establecido 14 estaciones a lo largo del río Yauli desde la naciente en la laguna Pomacocha hasta su desembocadura en el río Mantaro.

## Calidad de agua
En el río Yauli superaron los Estándares de Calidad Ambiental (ECA) para Agua Categoría 3, las concentraciones de hierro y manganeso en todos los puntos muestreados; sin embargo, este resultado podría estar relacionado con el arrastre de material particulado por los ríos, al estar con alto caudal. 
En la cuenca existe explotación de plomo, plata, cobre y zinc 
En esta subcuenca se encuentran dos unidades mineras de la Compañía Minera Volcan S.A. y la Refinería de DOE RUN, ubicada en la ciudad de La Oroya. Además, se registra un vertimiento de aguas no tratadas provenientes del túnel Kingsmill, las cuales contaminan el río Yauli. La unidad hidrográfica de Yauli se localiza en la cuenca del río Mantaro, abarcando las coordenadas UTM L 18 368367.44 E, 8684501.32 N y 33695.93 E, 43560.29 N. El río Yauli, en su definición más precisa, inicia en la salida de la laguna Pomacocha y recoge los afluentes, como la quebrada Rumichaca, hasta la toma Cutt Off, con un área de recepción de 200 km². 